# 米爾科·伊萬諾夫斯基
米爾科·伊萬諾夫斯基（1989年10月31日—）是一位北馬其頓足球運動員。在場上的位置是前鋒。他現在效力於羅馬尼亞足球甲級聯賽球隊布加勒斯特戴拿模。他也代表馬其頓國家足球隊參賽。